# 철각
철각(凸角, convex angle)이란 각 중에서 180도(°)보다 작은 각을 통틀어 말하는 단어다.
예각, 직각, 둔각 등이 이에 포함되며, 볼록 다각형의 각 각이 이 철각이다.
반대말은 요각이다.